# Vinogradce
Vinogradce (horvátul: Vinogradci) falu Horvátországban, Eszék-Baranya megyében. Közigazgatásilag Belistyéhez tartozik.

## Fekvése
Eszéktől légvonalban 27, közúton 34 km-re északnyugatra, községközpontjától 5 km-re délnyugatra, a Szlavóniai-síkság szélén fekszik.

## Története
A történeti források már a 15. század közepén említik. Nevét kiterjedt szőlőültetvényeiről kapta, melyek a helyi temető közelében emelkedő domb napos oldalán irigylésre méltó számban sorakoztak. A török hódítás előtti utolsó birtokosa a Draskovich család volt. A török Valpó várának elestével 1543-ban foglalta el azt a területet és csak 1687-ben szabadult fel uralma alól. A török korban 5 ház állt a településen. Bećir nevű török birtokosa Valpón lakott, míg utolsó birtokosa egy Karalia nevű török volt. 1698-ban „Vinogradczy” néven szerepel a szlavóniai települések kamarai összeírásában. A török kiűzése után a valpói uradalom részeként kamarai birtok volt, majd 1721. december 31-én III. Károly az uradalommal együtt Hilleprand von Prandau Péter bárónak adományozta.
Az első katonai felmérés térképén „Vinogradcze” néven található. Lipszky János 1808-ban Budán kiadott repertóriumában „Vinogradcze” néven szerepel. Nagy Lajos 1829-ben kiadott művében „Vinogradcze” néven 40 házzal, 262 katolikus vallású lakossal találjuk. A 19. század végén és a 20. század elején főként Likából települtek ide horvát családok azért, hogy a belistyei Gutmann-faüzemben dolgozzanak.
1857-ben 275, 1910-ben 371 lakosa volt. Verőce vármegye Eszéki járásához tartozott. Az 1910-es népszámlálás adatai szerint lakosságának 98%-a horvát anyanyelvű volt. A település az első világháború után az új szerb-horvát-szlovén állam, majd később (1929-ben) Jugoszlávia része lett. A két világháború között az 1920-as években Dalmáciából és a horvát Tengermellékről több család telepedett le itt. A háború után Likából és a horvát Zagorje vidékéről újabb horvátok érkeztek a településre. 1991-ben lakosságának 96%-a horvát nemzetiségű volt. 2011-ben 256 lakosa volt.

## Lakossága
| Lakosság változása | Lakosság változása | Lakosság változása | Lakosság változása | Lakosság változása | Lakosság változása | Lakosság változása | Lakosság változása | Lakosság változása | Lakosság változása | Lakosság változása | Lakosság változása | Lakosság változása | Lakosság változása | Lakosság változása | Lakosság változása |
| ------------------ | ------------------ | ------------------ | ------------------ | ------------------ | ------------------ | ------------------ | ------------------ | ------------------ | ------------------ | ------------------ | ------------------ | ------------------ | ------------------ | ------------------ | ------------------ |
| 1857               | 1869               | 1880               | 1890               | 1900               | 1910               | 1921               | 1931               | 1948               | 1953               | 1961               | 1971               | 1981               | 1991               | 2001               | 2011               |
| 275                | 279                | 290                | 292                | 319                | 371                | 358                | 396                | 422                | 436                | 457                | 391                | 344                | 282                | 270                | 256                |

## Gazdaság
A faluban ma egy iparos és három családi gazdaság működik.

## Nevezetességei
A Rózsafüzér királynője tiszteletére szentelt római katolikus temploma 1916-ban épült. A valpói plébánia filiája. Búcsúünnepét október első vasárnapján tartják.

## Kultúra
A Horvát házban az egyik terem a helyi rendezvények és az egyesületek rendelkezésére áll, egy másik terem pedig a fiatalok számára van berendezve. Itt kapott helyet a helyi tűzoltó egyesület is.

## Oktatás
A falu iskoláját 1931-ben nyitották meg a település közepén. Ma a belistyei Ivan Kukuljević általános iskola területi iskolája működik benne.

## Sport
Az NK „Zrinski” Vinogradci labdarúgóklubot 1947-ben alapították. Történetének legjobb eredményét a 2002/2003-as szezonban érte el, amikor megnyerve a megyei 3. liga csoportját, feljutott a 2. ligába. A futballpálya közelében nemrég aszfaltos kézilabdapályát adtak át és berendeztek egy gyermekjátszóteret is.

## Egyesületek
A DVD Vinogradci önkéntes tűzoltó egyesületet 1927-ben alapították.